# Lukićevo
Lukićevo (serbisch-kyrillisch Лукићево, ungarisch Zsigmondfalva, deutsch Sigmundfeld) ist ein Ort im serbischen Banat und gehört zum Verwaltungsgebiet der Stadt Zrenjanin.

## Töchter und Söhne der Gemeinde
- Elise Steininger (1854–1927), österreichische Radsportpionierin

## Demografie
In Lukićevo leben nach einer Volkszählung aus dem Jahr 2002 insgesamt 1684 volljährige Personen in 718 Haushalten. Das Durchschnittsalter der Einwohner liegt bei 40,6 Jahren (39,3 bei der männlichen und 41,9 bei der weiblichen Bevölkerung). Das Dorf hat eine serbische Mehrheit.
| Bevölkerungsentwicklung |           |
| Jahr                    | Einwohner |
| 1948                    | 1608      |
| 1953                    | 1557      |
| 1961                    | 1930      |
| 1971                    | 2091      |
| 1981                    | 2186      |
| 1991                    | 2124      |
| 2002                    | 2077      |